# Вовк, Андрей Богданович
Андрей Богданович Вовк (укр. Андрій Вовк; род. 22 ноября 1991 года, Львов) — украинский шахматист, гроссмейстер (2009).

## Биография
Андрей Вовк неоднократно выступал в юношеских чемпионатах Украины в различных возрастных группах, и дважды разделил 2-е место: в 2001 году (в группе до 10 лет) и в 2007 году (в группе до 20 лет, за Юрием Вовком и вместе с Владимиром Онищуком и Дмитрием Кононенко).
Первого значительного международного успеха добился в 2005 году в Оломоуце, когда поделил 1-е место в турнире по круговой системе в Оломоуце. В 2006 году Андрей Вовк победил в турнире в Ильичевске, выполнив первую норму гроссмейстера, в 2007 году он разделил второе место (после Мартына Кравцива вместе с Юрием Вовком и Неурисом Дельгадо Рамирес) в Рошфоре, а на турнире в Каппель-ла-Гранд выполнил второю норму на звание гроссмейстера. Третью норму гроссмейстера выполнил в 2008 году во Львове, а ещё в этом году Андрей Вовк разделил 3-е место в Мукачево (за Дарменом Садвакасовом и Ярославом Жеребухом, вместе с Хованесом Даниеляном и Евгением Васюковом). В 2009 году он занял второе место (за Михаилом Красенковом) в опен-турнире в Флиссингене. В 2013 году Андрей Вовк выиграл турниры в Вожани и Ла Массани. В 2014 году он разделил второе место (после Виктора Лазнички вместе с Кацпером Пёруном) на турнире «Neckar Open» в Дайцизауи выиграл в Кутрои в Триесте.
Участник ряда командных чемпионатов Украины в составе команды Львовского национального университета имени Ивана Франко (2005—2006) и команды Львовской области (2009). Выиграл серебряную медаль в команде (2007), а также 2 медали в индивидуальном зачёте — золотую (2006, выступал на 3-й доске) и бронзовую (2007, выступал на 4-й доске).
Многократный участник командных чемпионатов Словакии в составе клуба «ŠO TJ Slávia UPJŠ», г. Кошице (2011—2015). Выиграл 2 медали в команде — золотую (2012) и серебряную (2011), а также золотую медаль в индивидуальном зачёте (2012, выступал на 3-й доске).
В октябре 2019 года в острове Мэн Андрей Вовк занял 122-е место на турнире «Большая швейцарка ФИДЕ».
За успехи в турнирах ФИДЕ присвоила Андрей Вовк звание международного мастера (IM) в 2006 году и международного гроссмейстера (GM) в 2009 году.
Младший брат украинского шахматного гроссмейстера Юрия Вовка.

## Изменения рейтинга
| Графики недоступны из-за технических проблем. См. информацию на Фабрикаторе и на mediawiki.org. |